# Jagdstaffel 88
Jagdstaffel 88, Königlich Preußische Jagdstaffel Nr. 88, Jasta 88 – jednostka lotnictwa niemieckiego Luftstreitkräfte z okresu I wojny światowej. 

## Informacje ogólne
Jednostka została utworzona formalnie w 3 listopada 1918 roku z Kest 8. Dowódcą jednostki został mianowany Gustav Brockmann. Jednostka jako eskadra typowo myśliwska nie weszła do działań bojowych z powodu ogłoszonego zawieszenia broni, a następnie kapitulacji Niemiec. 